# WABA Liga
La WABA liga, conosciuta anche come Lega Adriatica femminile, è un campionato di pallacanestro femminile regionale e internazionale, con squadre provenienti da Serbia, Montenegro, Bosnia-Erzegovina, Slovenia, Macedonia e Bulgaria. I club provenienti dall'Austria, Croazia, Italia e Ungheria hanno partecipato nelle passate stagioni. Il torneo è organizzato dalla Ženska Jadranska Košarkaška Asocijacija.

## Denominazioni[1]
- EWWL liga (2001-2003)
- EWWL Trocal liga (2003-2006)
- NLB WABA (2006-2008)
- WABA Multipower (2008-2009)
- IWBL (2009-2010)
- MŽRKL (2010-2016)
- WABA liga (2016-)

## Albo d'oro
| Stagione         | Sede Finali                   | Vincitrice                                | Contendente                       | Punteggio | MVP (final four)                       |
| 2001-02 dettagli | Sebenico Croazia              | Merkur Celje Slovenia                     | Šibenik Jolly Croazia             | 2-1       | Katja Temnik (Merkur Celje)            |
| 2002-03 dettagli | Sarajevo Bosnia ed Erzegovina | Željezničar Sarajevo Bosnia ed Erzegovina | Šibenik Jolly Croazia             | 84-78     | Mirna Deak (Željezničar Sarajevo)      |
| 2003-04 dettagli | Gospić Croazia                | Gospić Croazia                            | Šibenik Jolly Croazia             | 59-58     | Vanda Baranović (Gospić)               |
| 2004-05 dettagli | Sebenico Croazia              | Šibenik Jolly Croazia                     | Gospić Croazia                    | 82-66     | Ivona Bogoje (Šibenik Jolly)           |
| 2005-06 dettagli | Novi Sad Serbia               | Šibenik Jolly Croazia                     | Vojvodina NIS Serbia e Montenegro | 66-58     | Sandra Popović (Šibenik Jolly)         |
| 2006-07 dettagli | Sofia Bulgaria                | CSKA Sofia Bulgaria                       | Šibenik Jolly Croazia             | 73-67     | Latasha Byears (CSKA Sofia)            |
| 2007-08 dettagli | Gospić Croazia                | Šibenik Jolly Croazia                     | Gospić Croazia                    | 72-66     | Anđa Jelavić (Šibenik Jolly)           |
| 2008-09 dettagli | Bijelo Polje Montenegro       | Šibenik Jolly Croazia                     | Jedinstvo Bijelo Polje Montenegro | 69-63     | Nataša Popović (Jedinstvo)             |
| 2009-10 dettagli | Gospić Croazia                | Gospić Croazia                            | Šibenik Jolly Croazia             | 73-65     | Carla Thomas (Gospić)                  |
| 2010-11 dettagli | Sebenico Croazia              | Šibenik Jolly Croazia                     | Gospić Croazia                    | 20-0      | -                                      |
| 2011-12 dettagli | Zenica Bosnia ed Erzegovina   | Partizan Galenika Serbia                  | Čelik Zenica Bosnia ed Erzegovina | 74-65     | Tamara Radočaj (Partizan Galenika)     |
| 2012-13 dettagli | Novi Sad Serbia               | Partizan Galenika Serbia                  | Radivoj Korać Serbia              | 70-45     | Nataša Bučevac (Vojvodina NIS)         |
| 2013-14 dettagli | Podgorica Montenegro          | Radivoj Korać Serbia                      | Crvena zvezda Serbia              | 87-83     | Haleigh Lankster (Buducnost Volcano)   |
| 2014-15 dettagli | Celje Slovenia                | Umana Reyer Venezia Italia                | Radivoj Korać Serbia              | 69-52     | Shannon McCallum (Umana Reyer Venezia) |
| 2015-16 dettagli | Podgorica Montenegro          | Budućnost Bemax Montenegro                | Medveščak Croazia                 | 74-58     | Irena Matović (Budućnost Volcano)      |
| 2016-17 dettagli | Podgorica Montenegro          | Athlete Celje Slovenia                    | Beroe Bulgaria                    | 61-57     | Annamaria Prezelj (Athlete Celje)      |
| 2017-18 dettagli | Montana Bulgaria              | Budućnost Bemax Montenegro                | Cinkarna Celje Slovenia           | 71-68     | Božica Mujović (Budućnost Bemax)       |
| 2018-19 dettagli | Celje Slovenia                | Beroe Bulgaria                            | Budućnost Bemax Montenegro        | 65-64     | Snežana Aleksić (Beroe)                |
| 2019-20 dettagli | Stara Zagora Bulgaria         | Budućnost Bemax Montenegro                | Cinkarna Celje Slovenia           | [ 5 ]     | -                                      |
| 2020-21 dettagli | Stara Zagora Bulgaria         | Beroe Bulgaria                            | Budućnost Bemax Montenegro        | 66-56     | Žaklin Zlatanova (Beroe)               |
| 2021-22 dettagli | Podgorica Montenegro          | Cinkarna Celje Slovenia                   | Budućnost Bemax Montenegro        | 58-51     | Ramona (Cinkarna Celje)                |
| 2022-23 dettagli | Podgorica Montenegro          | Cinkarna Celje Slovenia                   | Budućnost Bemax Montenegro        | 66-64     | Blaža Čeh (Cinkarna Celje)             |
| 2023-24 dettagli | Podgorica Montenegro          | Cinkarna Celje Slovenia                   | Budućnost Bemax Montenegro        | 64-59     | Lea Bartelme (Cinkarna Celje)          |
| 2024-25 dettagli | Celje Slovenia                | Budućnost Bemax Montenegro                | Cinkarna Celje Slovenia           | 71-64     | Zorana Radonjić (Budućnost Bemax)      |

## Vittorie per squadra
| Vittorie | Squadre              | Anni                                        |
| -------- | -------------------- | ------------------------------------------- |
| 5        | Šibenik              | 2004-05, 2005-06, 2007-08, 2008-09, 2010-11 |
| 5        | Celje                | 2001-02, 2016-17, 2021-22, 2022-23, 2023-24 |
| 4        | Budućnost Podgorica  | 2015-16, 2017-18, 2019-20, 2024-25          |
| 2        | Gospić               | 2003-04, 2009-10                            |
| 2        | Partizan             | 2011-12, 2012-13                            |
| 2        | Beroe                | 2018-19, 2020-21                            |
| 1        | Radivoj Korać        | 2013-14                                     |
| 1        | Željezničar Sarajevo | 2002-03                                     |
| 1        | CSKA Sofia           | 2006-07                                     |
| 1        | Umana Reyer Venezia  | 2014-15                                     |